# Finalen av Copa Libertadores 1974
Finalen av Copa Libertadores 1974 spelade för att kora en vinnare i tävlingen. Matcherna spelades mellan brasilianska São Paulo och argentinska Independiente, som Independiente segrade i efter en avgörande playoffmatch.

## Tidigare finaler
| Lag           | Tidigare finaler       |
| ------------- | ---------------------- |
| São Paulo     | Inga                   |
| Independiente | 1964, 1965, 1972, 1973 |